# Pedigree du vampire
Pedigree du vampire (deutsch: Der Stammbaum des Vampirs) ist ein Buch von Pierre Gripari aus der Reihe: Bibliotheque fantastique. Der Autor beschäftigt sich mit den verschiedenen Figuren der Horrorliteratur. Er untersucht die Abstammung des Vampirs, die Metamorphose zu Hexen, Menschenfressern, Mumien, Werwölfen und versucht, das Verhältnis zum Tod und zur Wiederauferstehung aufzuzeigen. Quellen von Gripari sind die Werke renommierter Autoren der Weltliteratur sowie Texte und Beispiele aus der Bibel.
Gripari schrieb das Buch für „große und kleine Kinder“ unter der Bedingung, dass sie sich die Fähigkeit am Neuen und Wunderbaren erhalten haben.

## Inhalt
- Satni-Khamoïs et les momies (Satni-Khamoïs und die Mumien, in Ägypten)
- Gilgamesh et Enkidou (Gilgamesch und Enkidou, in Assyrien)
- Le vampire indien (Der indische Vampir, in Indien)
- Descente de l'Empereur de Chine aux enfers (Abstieg des chinesischen Kaisers in die Unterwelt, in China)
- Le capuchon bleu (Die blaue Kapuze, in Japan)
- Ulysse évoque les morts (Odysseus beschwört die Toten, nach Homer)
- Priape (Priapos, nach Horaz)
- Erichto, la sorcière thessalienne (Erichtho, die thessalische Hexe, nach Lucan)
- Loup-garou et stryges (Der Werwolf und Stryx, nach Titus Petronius)
- La morte amoureuse (Die verliebte Tote, nach Phlegon von Tralleis)
- Deux rêves et un fantôme (Zwei Träume und ein Fantom, nach Plinius dem Jüngeren)
- Histoire du mutilé (Geschichte einer Verstümmelung, nach Apuleius)
- L'empuse (Die Empuse, nach Flavius Philostratos)
- Nécromancie égyptienne (Ägyptische Geisterbeschwörung, nach Heliodoros)
- La sorcière d'Endor (Hexe von Endor, nach dem 1. Buch Samuel)
- Une ascension et une résurrection (Aufstieg und Auferstehung, nach dem 1. Buch der Könige)
- Résurrection de Jésus-Christ (Auferstehung Jesu Christi, nach dem Johannesevangelium)
- Les apparitions de Froda (Die Erscheinungen von Froda, nach der Eyrbyggja saga)
- La lépreuse (Die Aussätzige, nach Die Suche nach dem Heiligen Gral)
- Le Jugement dernier (Das letzte Urteil, nach Théodore Agrippa d’Aubigné)
- La belle et l'ogresse (Die Schöne und der Menschenfresser, nach Charles Perrault)
- Histoire de Sidi Nouman (Die Geschichte von Sidi Nouman, nach Antoine Galland)
- Les immortels de Luggnagg (Die Unsterblichen von Luggnagg, nach Jonathan Swift)
- Chansons populaires grecques modernes (Moderne griechische Volkslieder)
- Le vampire (Der Vampir)
- La vieille et le gendarme (Die Alte und der Gendarm, nach Victor Hugo)
- Epilog: Le vampire de la Place Rouge (Der Vampir vom Roten Platz)

## Ausgaben
- Pierre Gripari: Pedigree du vampire. L’Age d’Homme, Lausanne 1976, ISBN 2-8251-2807-4.